# 龙绍
龙绍（法語：Ronchaux，法語發音：[ʁɔ̃ʃo]）是法国杜省的一个市镇，属于贝桑松区。

## 地理
龙绍（47°3'8"N, 5°53'55"E）面积5.24 平方千米，位于法国勃艮第-弗朗什-孔泰大區杜省，该省份为法国东部内陆省份，北起上索恩省，西接汝拉省，东部及东南部与瑞士接壤，东北部与贝尔福地区省接壤。
与龙绍接壤的市镇（或旧市镇、城区）包括：巴尔特朗、比村、帕鲁瓦、桑松、勒瓦勒。

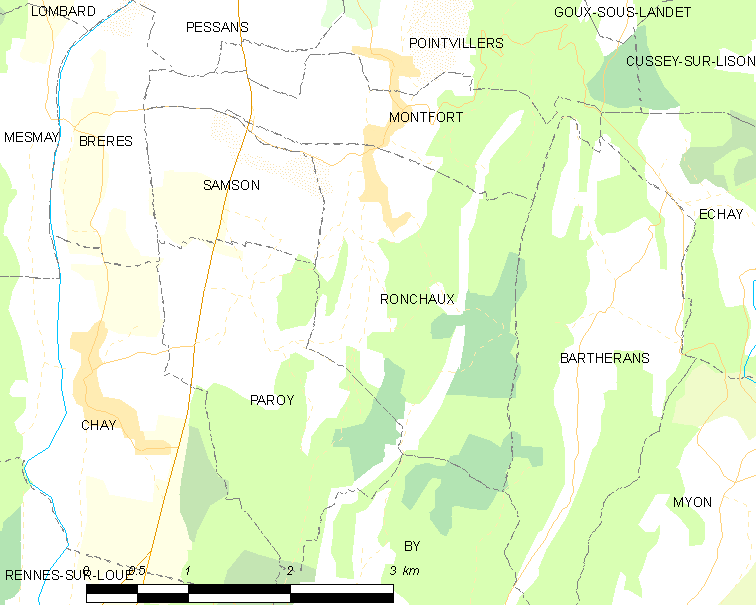
龙绍的OSM定位图

龙绍的时区为UTC+01:00、UTC+02:00（夏令时）。

## 行政
龙绍的邮政编码为25440，INSEE市镇编码为25500。

## 政治
龙绍所属的省级选区为圣维特县。

## 人口

1962-2008年间龙绍人口变化图示

龙绍于2022年1月1日时的人口数量为97人。